# Jocaste japonica
Jocaste japonica är en kräftdjursart som först beskrevs av Ortmann 1890.  Jocaste japonica ingår i släktet Jocaste och familjen Palaemonidae. Inga underarter finns listade i Catalogue of Life.